# Niklas Lundström
Niklas Lundström (* 10. Januar 1993 in Värmdö) ist ein schwedischer Eishockeytorwart, der seit 2020 beim Linköping HC in der Svenska Hockeyligan unter Vertrag steht.

## Karriere
Niklas Lundström begann seine Karriere im Nachwuchsbereich des Värmdö HC und wechselte 2008 zum AIK Stockholm. Dort spielte er in verschiedenen Juniorenmannschaften. 2009 gewann er mit AIK die schwedische U18-Meisterschaft. In der J20 SuperElit erreichte er 2012 und 2014 die beste Fangquote und 2012 auch den geringsten Gegentorschnitt der Liga. 2011 wurde er beim NHL Entry Draft von den St. Louis Blues in der fünften Runde als insgesamt 132. Spieler ausgewählt. Er verblieb aber zunächst bei AIK und absolvierte für seinen Stammverein von 2010 bis 2014 insgesamt 19 Spiele in der Svenska Hockeyligan beziehungsweise deren Vorgängerin Elitserien i Ishockey. In der Spielzeit 2013/14 war er überwiegend an den Allsvenskan-Klub Södertälje SK ausgeliehen, für den er 24 Spiele absolvierte.
Nachdem er bereits 2013 von den St. Louis Blues unter Vertrag genommen worden war, wechselte Lundström 2014 auch tatsächlich über den Großen Teich und spielte vereinzelt für das Farmteam der Blues, die Chicago Wolves in der American Hockey League. Häufiger wurde er aber in der ECHL bei den Alaska Aces und den Elmira Jackals eingesetzt. Im Februar 2016 wurde er von den Blues im Tausch gegen Anders Nilsson an die Edmonton Oilers abgegeben. Die Oilers setzen ihn bisher ausschließlich bei ihrem AHL-Farmteam, den  Bakersfield Condors, ein. 2016 kehrte er in seine schwedische Heimat zurück und schloss sich dem IF Björklöven aus er HockeyAllsvenskan an. Nach weiteren Stationen in Schweden, Dänemark und Tschechien spielt er seit 2020 beim Linköping HC in der Svenska Hockeyligan.

### International
Lundström vertrat sein Heimatland im Juniorenbereich bei insgesamt der U18-Weltmeisterschaft 2011 und der U20-Weltmeisterschaft 2013 und konnte bei beiden Turnieren jeweils die Silbermedaille gewinnen. 2011 erreichte er dabei den geringsten Gegentorschnitt der U18-Weltmeisterschaft. Zwei Jahre später erreichte beim U20-Turnier den zweitbesten Gegentorschnitt hinter dem US-Amerikaner John Gibson sowie die drittbeste Fangquote hinter Gibson und dem Russen Andrei Wassilewski.

## Erfolge und Auszeichnungen
- 2009 Schwedischer U18-Meister mit dem AIK Stockholm
- 2011 Vizeweltmeister bei der U18-Junioren-Weltmeisterschaft
- 2011 Geringster Gegentorschnitt bei der U18-Junioren-Weltmeisterschaft
- 2012 Beste Fangquote und geringster Gegentorschnitt in der J20 SuperElit
- 2013 Vizeweltmeister bei der U20-Junioren-Weltmeisterschaft
- 2014 Geringster Gegentorschnitt in der J20 SuperElit